# Церковь Николая Чудотворца (Ялмонт)
Церковь Николая Чудотворца — православный храм в бывшем селе Ялмонть (Ялмонт) (на территории нынешнего Клепиковского района Рязанской области).
Находится на мысу между озером Святое, озером Дубовое и протокой реки Пры в озеро Шагара, возле деревни Дрошино, напротив деревень Ефремово и Подсвятье.

## История
В писцовых книгах Владимирского уезда 1637—1648 гг. упоминается погост в Ялманской кромине с двумя деревянными церквями Николы Чудотворца и Святой Мученицы Параскевы Пятницы.
В XVIII веке у Никольской церкви упоминается Ильинский придел.
В 1754 году Никольская церковь сгорела, а в 1756 году храм Николая Чудотворца с Ильинским приделом был вновь отстроен и освящен.
В 1858—1862 годах была построена новая деревянная церковь в честь Рождества Богородицы с приделом Иоана Предтечи. В 1863 году новая церковь была освящена.
По данным 1890 года в состав прихода, кроме села, входили деревни: Князево, Воропино, Высоково, Высокорево, Казыкино, Дорофеево, Филелеево, Подсвятье, Горбушино, Филисово, Ханино, Ивановская, Евлево, Тюрвищи и Семеновская

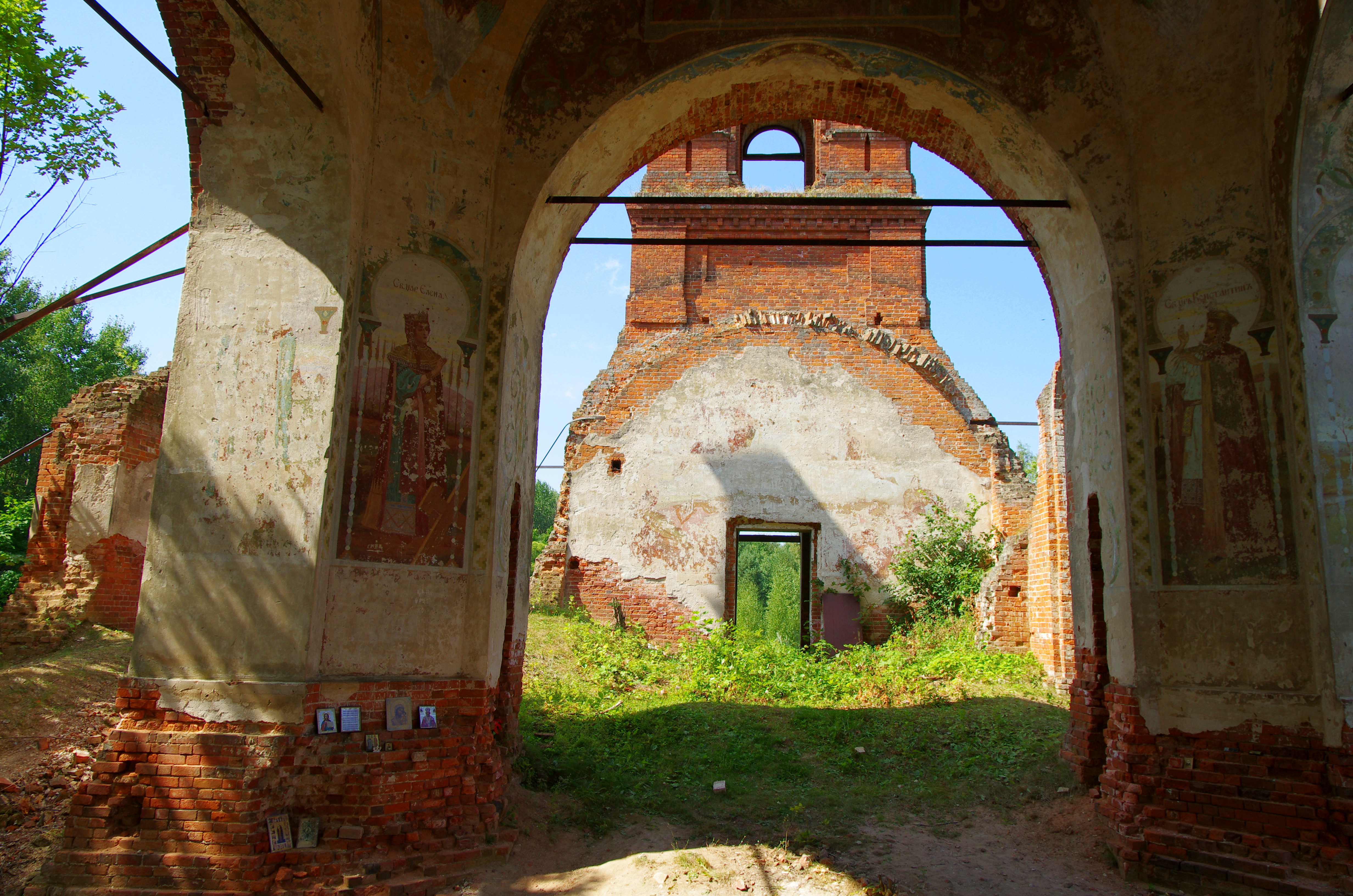
Изображения св. Константина и Елены на стенах храма

В конце XIX — начале XX отстроена каменная церковь Николая Чудотворца с приделами Ильинским, Богородицерождественским, Собора Предтечи и Крещения Господня.
Церковь закрыта не позже 1930-х.
В 2024 году на Никольский храм открыли после восстановления.